# Lucelle, Haut-Rhin
Lucelle là một xã ở tỉnh Haut-Rhin trong vùng Grand Est ở đông bắc Pháp. Xã này có diện tích 10,27 km², dân số năm 1999 là 42 người. Khu vực này có độ cao 700 mét trên mực nước biển.